# 大寶寺義氏
大寶寺義氏（大宝寺義氏，だいほうじ よしうじ）。（天文20年（1551年） － 天正11年3月6日（1583年4月27日）），日本戰國時代大名。出羽地方尾浦城主大寶寺義增的長男，大寶寺家第十七代當主。亦稱武藤義氏，幼名滿千代，通稱四郎次郎。死後由其弟大寶寺義興繼任家主。

## 生平
大寶寺、土佐林、來次、砂越四家乃是控制庄內平野的四家豪族，其中大寶寺家因為領有羽黑山，利用宗教權威來擴大本家實力，因此是四家中實力最強者。1569年大寶寺義增與本庄繁長聯合對抗上杉謙信，但是因為不敵而臣服，大寶寺義氏被送入上杉家當人質，並且在隔年便在上杉謙信的壓力下將家督讓給嫡子義氏，改由受到謙信所信任的土佐林禪棟監督。但後來土佐林禪棟聯合越後國人眾大川長秀入侵大寶寺家時，大寶寺義氏連忙請出上杉謙信調停才告解決。
1571年，大寶寺義氏派遣家臣和仙北的小野寺輝道締結同盟，並與秋田安東家和睦。同時土佐林禪棟也再度叛變，大寶寺義氏一改前年退讓的態度，迅速反撲打敗土佐林禪棟，並藉此機會肅清領內，促成來次氏、砂越氏稱臣，大寶寺義氏成功統一庄內平野。
為了和最上義光對抗，大寶寺義氏聯合伊達輝宗在1574年攻打清水城，後以失敗告終。1578年，大寶寺家的靠山，上杉謙信病逝。來次氏因不滿大寶寺義氏的統治而叛變，雖然最終遭到鎮壓，但是大寶寺義氏考量到領地的穩定，反而增加來次氏的知行作為安撫。
大寶寺義氏見織田信長已經控制日本中央一帶，勢力龐大，遂於1579年派使者前往京都向織田信長送上馬匹、獵鷹，而被織田信長許以「屋形」的稱號及從五位下左京大夫的官位。 
1582年，大寶寺義氏鞏固和小野寺家的同盟，還結合仙北戶蒔、金澤、六鄉等國人眾並與津輕為信取得聯繫，在當年十二月大舉進攻由利郡的國人眾，但因為安東愛季派出援軍幫助由利的豪族，最後大寶寺義氏兵敗撤退。但他並未死心，隨即於翌年正月再次出兵，但也再次被安東愛季派兵擊退。
同年3月27日，妹婿前森藏人與最上義光勾結，聯合砂越氏、來次氏襲擊大寶寺義氏，義氏兵敗自刃，享年三十三歲，法名淨影。

## 評價
大寶寺義氏銳意軍事，締造了大寶寺家領地的全盛期，但是長年出兵擾民，在內政上的疏忽使他的統治期間有「義氏繁昌、土民陣勞」的說法，領內農民甚至將他稱為惡屋形。